# Coleophora otidipennella
Coleophora otidipennella é uma espécie de mariposa do gênero Coleophora pertencente à família Coleophoridae.